# Ibis čínský
Ibis čínský (Nipponia nippon) je statný pták z čeledi ibisovití, který se kdysi hojně vyskytoval ve východní Asii včetně Japonska. Přeměna habitatu z přirozených močálů na zemědělská (hlavně rýžová) pole, používání agrochemikálií i lov však způsobily drastický úbytek početnosti tohoto ibise a počátkem 80. let 20. století bylo známo již jen několik posledních jedinců z Číny a Japonska. Díky rychlému zásahu ochranářů se však druh podařilo zachránit. Jeho populace je na vzestupu a ibis čínský byl reintrodukován do Japonska i Jižní Koreje.

## Systematika
Ibise čínského formálně popsal v roce 1835 nizozemský přírodovědec Coenraad Jacob Temminck. Jedná se o monotypický taxon, tzn. nejsou rozeznávány žádné poddruhy. Ibis čínský je jediným zástupcem rodu Nipponia.

## Výskyt
V minulosti ibis čínský hnízdil na ruském Dálném východě, Japonsku a Číně, a mimo hnízdní období zalétal na Korejský poloostrov i Tchaj-wan. Jednalo se dokonce o jednoho z nejrozšířenějších ptáků východní Asie. Z drtivé většiny těchto lokací však ibis čínský vymizel a poslední volně žijící populace se nachází v čínské provincii Šen-si a v Japonsku. V roce 2006 se ve volné přírodě nacházelo snad kolem 500 ibisů čínských.

## Popis

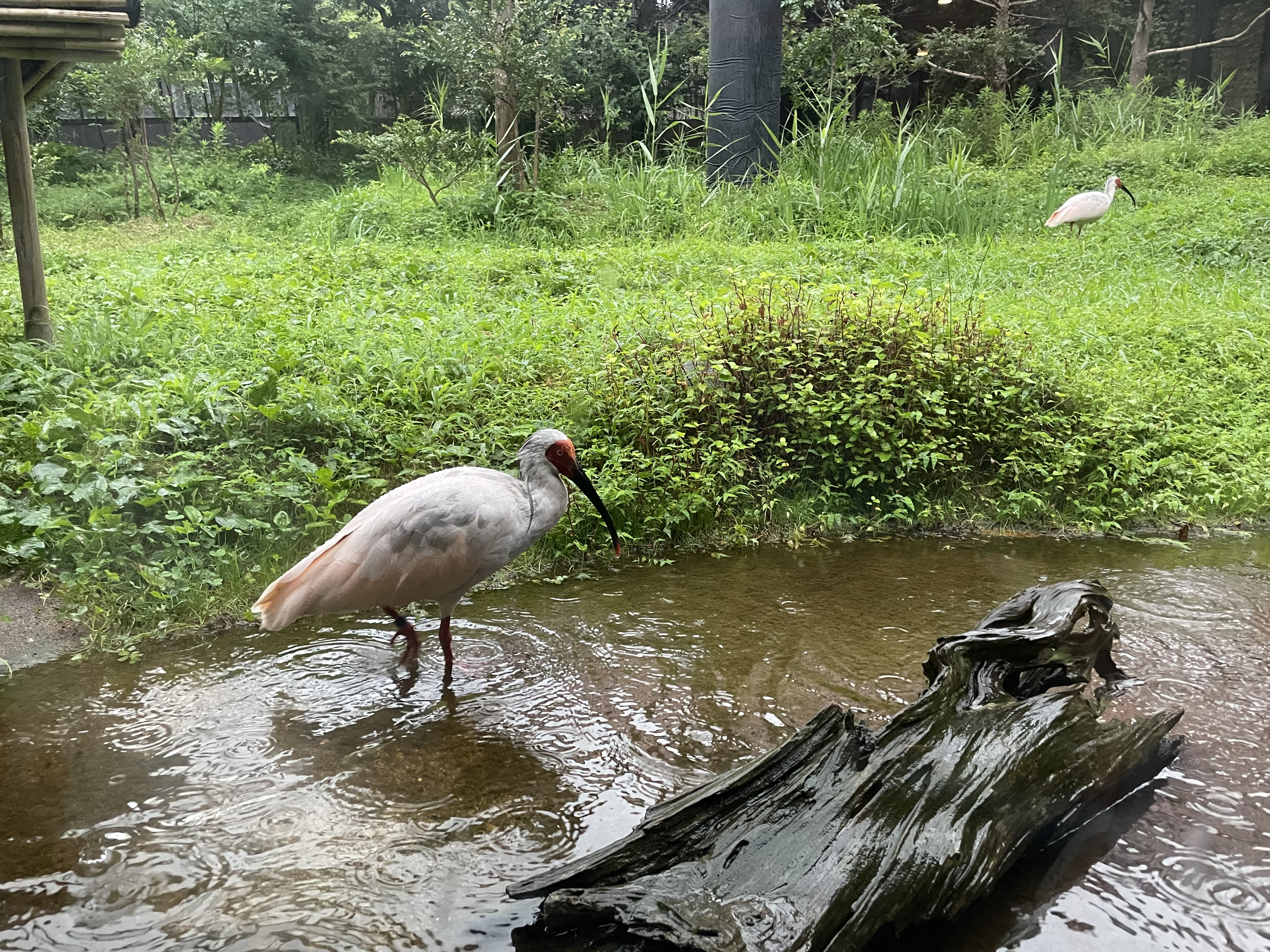
Ibis čínský v japonské zoo

Tento statný, středně velký ibis dosahuje délky těla kolem 56 cm. Prostý šat je cele bílý, nicméně hřbet, křídla a chocholka jsou někdy jemně narůžovělé. Před obdobím hnízdění se hlava, hřbet a krk barví do šeda, která nicméně není způsobena výměnou peří, ale tmavým sekretem vylučovaným z oblasti neopeřených tváří, který si ibis vtírá do peří. Šedě zbarvené části takto zůstávají až do pohnízdního období, kdy ibis přepeří do čistě bílého šatu. Zobák je dlouhý, mírně zahnutý dolů, černý s červenou špičkou. Duhovky jsou červené a značně výrazné na okolní neopeřené rudé kůži, která zasahuje zpoza očí přes tváře až k zobáku.

## Biologie
Jedná se o sociálního ptáka, který hnízdí v malých koloniích i samostatně na vrcholcích stromů nedaleko vodních ploch (močálů, rýžových polí aj.), kde shání potravu procházením močálů a propichováním mokré půdy zobákem. Sbírá hlavně rybky a měkkýše. Hlavním predátorem ibise čínského je užovka královská (Elaphe carinata).

### Hnízdění
Hnízda na vrcholcích stromů z větviček mívají v průměru 50–70 cm. Vystélku tvoří vrstva mechu a listí. Samice snáší 2–4 vejce. Bývají modrošedá s hnědými skvrnkami. Váha vajec se pohybuje mezi 65–75 g. Inkubace začíná v Číně v březnu, v Japonsku v dubnu. Inkubační doba se pohybuje kolem 28–30 dní a oba partneři během hnízdění vykazují značně teritoriální chování.

## Ohrožení a ochrana

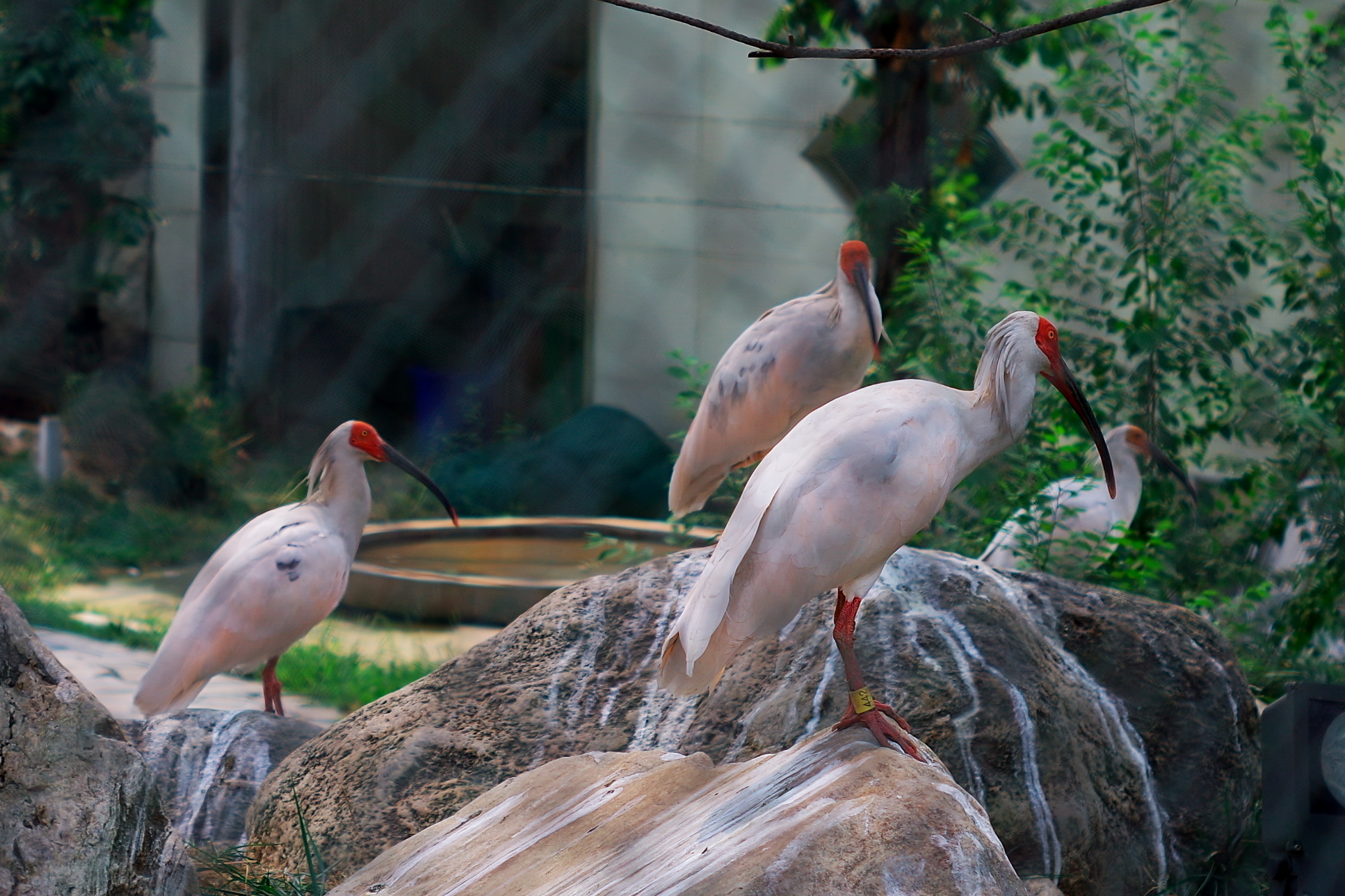
Hejno ibisů čínských v Si-anu

Mezinárodní svaz ochrany přírody (IUCN) považuje ibise čínského za ohrožený druh. Ibis čínský totiž na drtivé většině svého původního areálu výskytu vyhynul a jeho populace je soustředěna pouze do jedné lokality. Tato populace sice vykazuje stoupající trend, avšak je extrémně malá. Rapidní úbytek populace nastával od konce 19. století do poloviny 20. století. Úplného dna populace ibise černého dosáhla v roce 1981, kdy bylo ve volné přírodě v Číně známo posledních 7 jedinců. Z těchto 7 jedinců byly pouze dva hnízdní páry, takže současná populace se potýká s extrémně nízkou genetickou diverzitou. Posledních 5 ibisů bylo později nalezeno i v Japonsku, kde byli vzati do zajetí pro umělý odchov, který však nebyl příliš úspěšný.
Primární příčinou úbytku početnosti byl zánik přirozených stanovišť, zejména odlesňování a přeměna močálů na rýžová pole. Počty snižoval i častý lov místními obyvateli. Následkem rapidních změn na stanovištích ibisů došlo k úbytku hnízdních příležitostí. Druhu nepomohlo ani intenzivní používání zemědělských chemikálií na rýžových polích, které vedlo k rapidnímu snížení biodiverzity a tím i potravní nabídky ibisů. Po objevení posledních jedinců v roce 1981 došlo k omezení používání agrochemikálií i kácení lesů v regionu jejich výskytu, zákazu používání střelných zbraní k lovu ibisů a následné právní ochraně těchto ptáků a založení Přírodní rezervace Šen-si pro ibise čínské (Shaanxi Crested Ibis Nature Reserve). Podporu volně žijící populace pomáhá zajistit vypouštění ibisů odchovaných v zajetí zpět do volné přírody, se kterým se začalo již v roce 1986 v pekingské zoo, kde se v roce 1992 povedlo odchovat první tří ptáčata ibise čínského. Chov se postupně rozšiřoval a přerostl i do několika dalších čínských zoologických zahrad a v roce 2010 se v zajetí chovalo až 600 ibisů čínských.
V Japonsku došlo k prvnímu vypuštění ibisů čínských v roce 2008, tedy 27 let poté, co se v japonské přírodě nacházel poslední ibis čínský. V roce 2016 bylo potvrzeno, že se ibis čínský znovu rozmnožuje v japonské volné přírodě. Poměrně velká populace se dnes nachází na ostrově Sado. V roce 2021 bylo potvrzeno narození ibisů čínských ve volné přírodě i v Jižní Koreji.